# Municipi d'Aalborg
El municipi d'Aalborg és un municipi danès que va ser creat l'1 de gener del 2007 com a part de la Reforma Municipal Danesa, integrant els antics municipis de Hals, Nibe, i Sejlflod amb el d'Aalborg. El municipi és situat al nord de la península de Jutlàndia, a la Regió de Nordjylland, abasta una superfície de 1.143,99 km² que és dividida pel Limfjord, el fiord que uneix el Mar del Nord i l'estret del Kattegat i que separa l'illa de Vendsyssel-Thy de la resta de la península de Jutlàndia.
El municipi i la ciutat van decidir de conservar la grafia tradicional Aalborg en comptes de la d'Ålborg que s'utilitza en altres casos.
La ciutat més important, capital del municipi i de la Regió de Nordjylland és Aalborg (122.461 habitants el 2009 a l'àrea metropolitana; 101.497 d'Aalborg i 20.964 a Nørresundby). Altres poblacions són:
- Svenstrup 6.431 habitants
- Nibe 4.784 habitants
- Vodskov 4.469 habitants
- Klarup 3.817 habitants
- Gistrup 3.590 habitants
- Storvorde 3.123 habitants
- Hals 2.511 habitants
- Frejlev 2.506 habitants
- Vester Hassing 2.478 habitants
- Vestbjerg 2.289 habitants
- Vadum 2.242 habitants
- Sulsted 1.537 habitants
- Gandrup 1.533 habitants
- Kongerslev 1.337 habitants
- Tylstrup 1.292 habitants
- Mou 1.158 habitants
- Dall Villaby 1.102 habitants
- Ulsted 1.019 habitants
- Langholt 936 habitants
- Sønderholm 869 habitants
- Ferslev 768 habitants
- Gudumholm 757 habitants
- Grindsted 750 habitants
- Hou 736 habitants

(La població està referida a l'1 de gener del 2008)

## Consell municipal
Resultats de les eleccions del 18 de novembre del 2009:
| Partit                       | vots  | % vots |
| ---------------------------- | ----- | ------ |
| Socialdemokratiet            | 33684 | 36,2   |
| Det Radikale Venstre         | 3111  | 3,3    |
| Det Konservative Folkeparti  | 7321  | 7,9    |
| Socialistisk Folkeparti      | 15166 | 16,3   |
| Liberal Alliance             | 141   | 0,2    |
| Kristendemokraterne          | 586   | 0,6    |
| Dansk Folkeparti             | 6917  | 7,4    |
| Borgerlisten                 | 278   | 0,3    |
| Venstre                      | 24031 | 25,8   |
| Enhedslisten - De Rød-Grønne | 1897  | 2,0    |

### Alcaldes
| Alcalde           | Període               | Partit            |
| ----------------- | --------------------- | ----------------- |
| Henning G. Jensen | 1-1-2007 a 31-12-2009 | Socialdemokratiet |
|                   | 1-1-2010 a 31-12-2013 |                   |